# Ghetto de Drohobytch

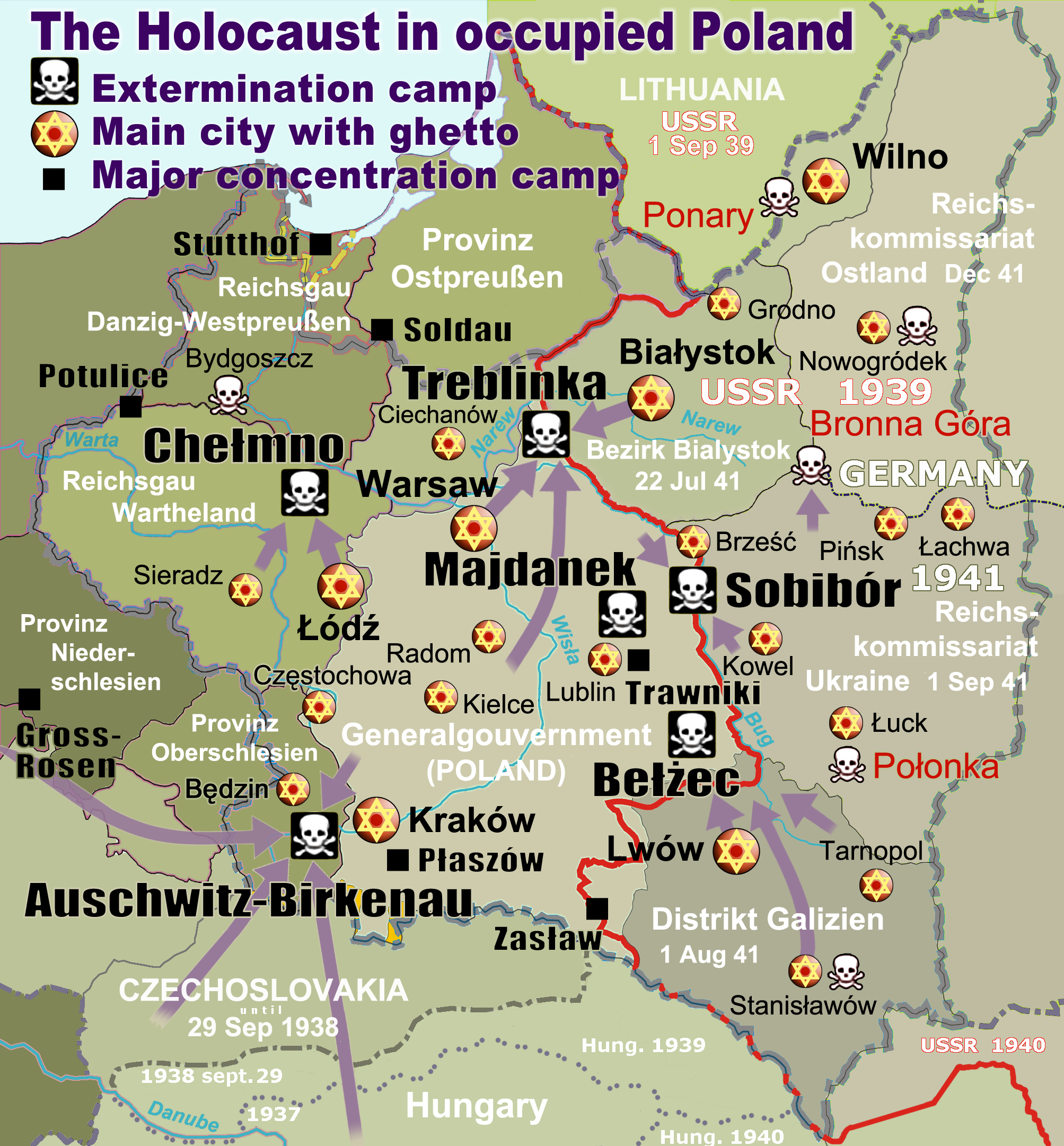
Drohobytch est situé au sud du centre d'extermination de Bełżec.

Le ghetto de Drohobytch est un ghetto de transfert mis en place par les nazis dans la ville alors polonaise de Drohobytch (aujourd'hui en Ukraine) sous la domination du Troisième Reich. D'octobre 1942 à juin 1943, jusqu'à environ 10 000 Juifs y sont internés. Presque tous sont assassinés par les SS, soit déportés au centre d'extermination de Belzec, soit tués sur place.

## Histoire

### Occupation de la ville et premières «actions» (1941-1942)
Avant la Seconde Guerre mondiale, plus de quarante pour cent de la population de la ville sont des Juifs, soit environ 15 000 habitants, bien que d'autres réfugiés juifs polonais soient arrivés en ville après l'occupation de la Pologne. Avec l'arrivée de la Wehrmacht le 30 juin 1941, commence une période de pogroms et de mesures discriminatoires à l'encontre des Juifs : dès les 1er et 2 juillet, un pogrom auquel participent à la fois des Polonais et des occupants allemands provoque la mort de 47 Juifs. Le même mois sont mis en place un Judenrat ainsi qu'une force de police juive, laquelle sert notamment à remplir les quotas de travailleurs forcés. En effet, cinq camps de travaux forcés sont établis, dont un pour soutenir l'industrie pétrolière de la ville.
La première Aktion (« action ») a lieu le 22 novembre 1941, lorsque la Sicherheitspolizei (Sipo), la
Schutzpolizei et la police auxiliaire ukrainienne assassinent 400 Juifs jugés inaptes au travail dont les noms ont été fournis par le Judenrat. En mars 1942, les SS et les auxiliaires ukrainiens déportent de 1 000 (selon l'Encyclopedia of Camps and Ghettos de l'United States Holocaust Memorial Museum) à 2 000 Juifs (selon l'historien israélien Yitzhak Arad) vers le centre d'extermination de Bełżec dans le cadre de la « Solution finale »,. Le 8 août, environ 2 500 ou 4 000 Juifs supplémentaires (selon les sources), dont des habitants de villages alentour, y sont envoyés — avec la participation de la police juive — par train de marchandises afin d'y être assassinés, et 100 à 600 autres (selon les sources) sont massacrés sur place,.

### Création du ghetto (1942)
Au début d'octobre 1942, le ghetto est mis en place pour les quelque 10 000 Juifs restants. Lors de l'« actions » des 23 et 24 octobre, 1 179 Juifs sont envoyés au centre d'extermination de Bełżec, puis environ 1 000 autres subissent le même sort lors de la quatrième action, le 30 novembre 1942, selon les données de l'United States Holocaust Memorial Museum. L'historien Yitzhak Arad évoque quant à lui un total de 5 800 Juifs déportés à Bełżec en octobre et novembre, et 1 200 autres assassinés par les SS et la police auxiliaire ukrainienne sur place.

### «Jeudi noir» (19 novembre 1942)
Le 19 novembre 1942 est connu comme le « Jeudi noir ». Ce jour-là, les Allemands assassinent les Juifs dans la rue, au motif qu'un détenu juif a fui le ghetto quelques jours plus tôt et blessé un SS ; 230 Juifs sont tués, parmi lesquels l'écrivain polonais Bruno Schulz.
Le SS-Hauptscharführer Felix Landau (de) a longuement rapporté dans son journal son implication dans les meurtres.
En décembre 1942, le ghetto ne compte plus qu'approximativement 1 500 Juifs, auxquels il faut ajouter 1 500 autres enfermés dans les camps de travail alentour.

### Liquidation
Une dernière action, le 15 février 1943, durant laquelle 500 Juifs sont déportés, précède la liquidation du ghetto.
Celle-ci a lieu du 21 mai (assassinat de 500 Juifs dont les membres du Judenrat) au 10 juin 1943 (élimination des policiers juifs) et est menée par la Sipo et les SS. Les bâtiments sont incendiés, les détenus de trois camps de travaux forcés sont envoyés dans la forêt de Bronicky où ils sont exécutés. Les camps de travaux forcés qui restaient étaient les ateliers de céramique et une société pétrolière, seule cette dernière étant exploitée. En raison de l'avancée de l'Armée rouge, les travailleurs forcés restants sont évacués le 13 avril 1944 au camp de concentration de Płaszów. Lorsque la ville est libérée par l'Armée rouge, il n'y a que 400 Juifs survivants dans la ville,,.

## Personnalités

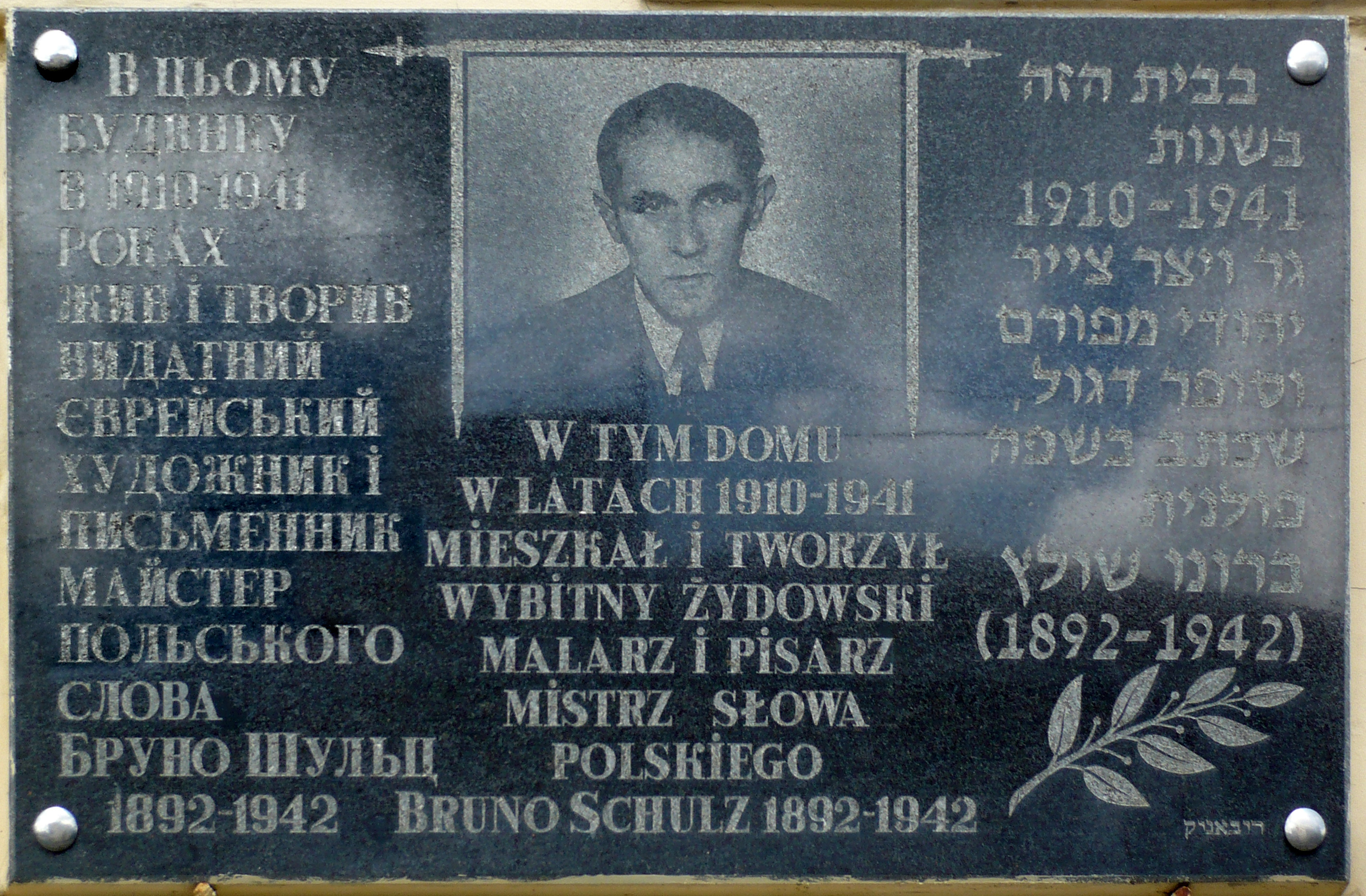
Plaque commémorative sur l'ancienne maison du ghetto où Bruno Schulz a été interné.

L'écrivain et peintre Bruno Schulz (1892–1942) était probablement le détenu le plus célèbre du camp. Il a été contraint de peindre une chambre d'enfants dans la villa du SS-Hauptscharführer Felix Landau. Le 19 novembre 1942 (le « Jeudi noir »), le jour de son évasion planifiée, il est abattu par un SS dans la rue.
Alfred Schreyer (1922–2015), chanteur et violoniste, est revenu à Drohobych après la fin de la guerre ; il était le dernier habitant juif né avant la Seconde Guerre mondiale. Le documentaire Der letzte Jude von Drohobytsch (Le dernier juif de Drohobytch) (2011) décrit, entre autres, sa vie dans le ghetto.

## Hommages

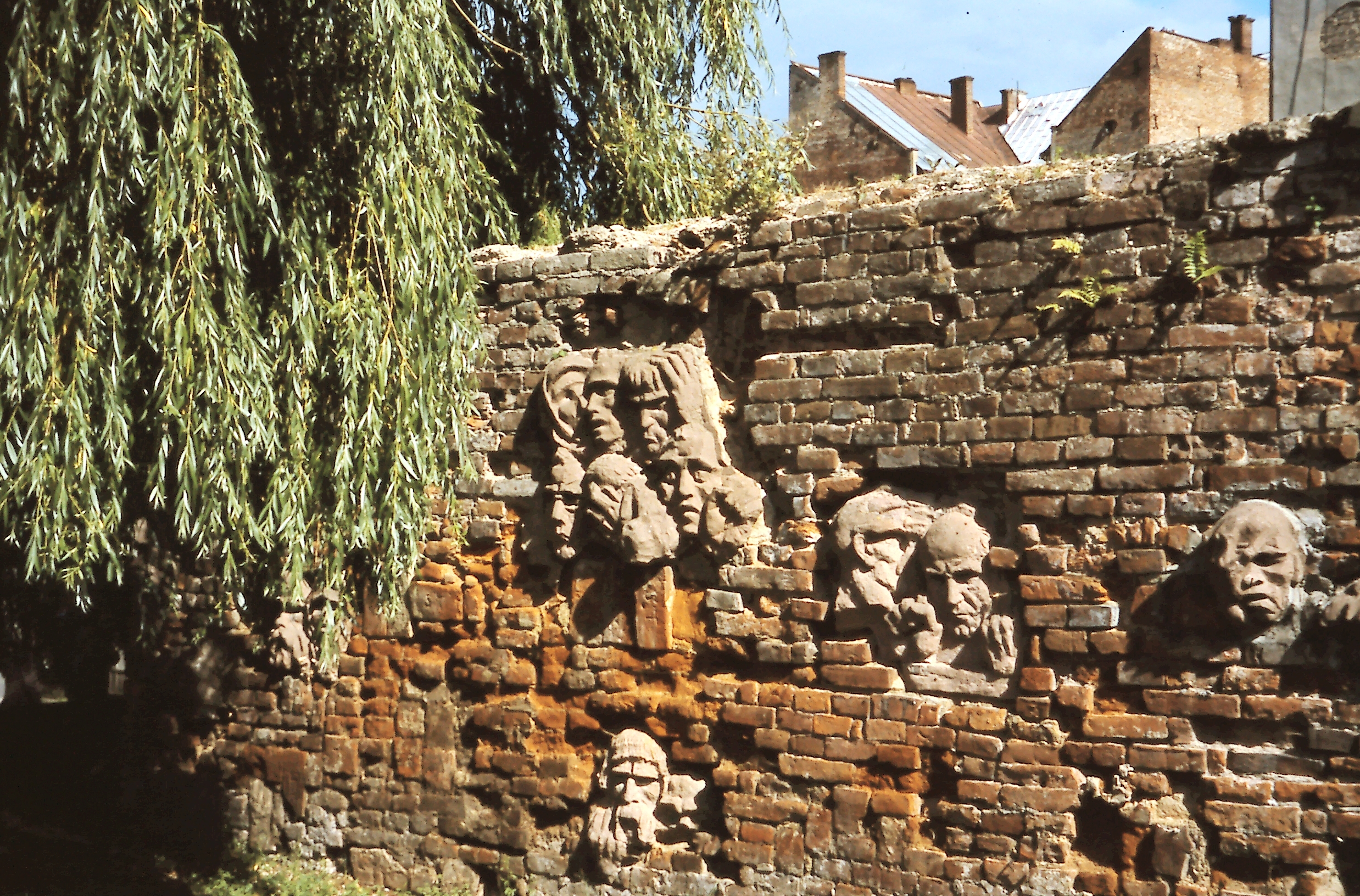
Mur commémoratif du ghetto de Drohobych

Un monument a été érigé sur un mur d'exécution au centre de Drohobych. Des plaques commémoratives ont également été érigées dans la forêt de Bronicky. L'ancienne Grande Synagogue a été restaurée à partir de 2014 et un centre culturel juif doit être construit sur place,.